# Grand Prix Formule 1 van Brazilië 1990
De Grand Prix Formule 1 van Brazilië 1990 werd gehouden op 25 maart 1990 in Interlagos.

## Verslag
Het circuit van Interlagos, dat voor het eerst de race organiseerde in 1981, was heraangelegd maar was nog steeds erg uitdagend. Ayrton Senna pakte de pole-position in de kwalificatie en leidde vanaf de start. In de eerste bocht, botsten Jean Alesi, Alessandro Nannini en Andrea de Cesaris. De Cesaris viel uit, Nannini moest in de pits voor een nieuwe voorvleugel. In de achtste ronde stak Thierry Boutsen Gerhard Berger voorbij en negen ronden later ging Alain Prost voorbij de McLaren-rijder. Nigel Mansell ging in de 27ste ronde in de pits voor nieuwe banden en een controle aan een afgebroken rollbar. Hij kwam terug op de baan in negende stelling. Boutsens pitstop in de dertigste ronde ging helemaal fout. Zijn remmen werkten niet waardoor de Williams niet stopte en in bandenvoorraad van het team crashte. Hierdoor moest hij een nieuwe voorvleugel krijgen en viel hij terug tot de elfde plaats.
Prost was in de dertigste ronde al naar de tweede plaats geklommen en reed binnen de tien seconden van Senna. Hij reed nu voor Riccardo Patrese, Berger en Nelson Piquet. Toen Senna achterligger Satoru Nakajima op een ronde wilde zetten, was er een contact waardoor de McLaren een nieuwe voorvleugel moest halen maar een gebrek aan downforce zorgde ervoor dat de auto moeilijk te besturen was.
Prost won zijn veertigste Grand Prix, zijn eerste voor Ferrari. Berger werd tweede en Senna vervolledigde het podium. Mansell slaagde erin vierde te worden met een afgebroken rollbar terwijl Boutsen nog vijfde wist te worden. Piquet wist het laatste puntje te pakken door Jean Alesi in de laatste ronde voorbij te steken.

## Uitslag
| Positie | Nr | Rijder             | Team                  | Ronden | Tijd/Opgave         | Startplaats | Punten |
| ------- | -- | ------------------ | --------------------- | ------ | ------------------- | ----------- | ------ |
| 1       | 1  | Alain Prost        | Ferrari               | 71     | 1:37:21.258         | 6           | 9      |
| 2       | 28 | Gerhard Berger     | McLaren-Honda         | 71     | +13.564             | 2           | 6      |
| 3       | 27 | Ayrton Senna       | McLaren-Honda         | 71     | +37.722             | 1           | 4      |
| 4       | 2  | Nigel Mansell      | Ferrari               | 71     | +47.266             | 5           | 3      |
| 5       | 5  | Thierry Boutsen    | Williams-Renault      | 70     | +1 Ronde            | 3           | 2      |
| 6       | 20 | Nelson Piquet      | Benetton-Ford         | 70     | +1 Ronde            | 13          | 1      |
| 7       | 4  | Jean Alesi         | Tyrrell-Ford          | 70     | +1 Ronde            | 7           |        |
| 8       | 3  | Satoru Nakajima    | Tyrrell-Ford          | 70     | +1 Ronde            | 19          |        |
| 9       | 23 | Pierluigi Martini  | Minardi-Ford          | 69     | +2 Ronden           | 8           |        |
| 10      | 19 | Alessandro Nannini | Benetton-Ford         | 68     | Lekke band          | 15          |        |
| 11      | 25 | Nicola Larini      | Ligier-Ford           | 68     | +3 Ronden           | 20          |        |
| 12      | 26 | Philippe Alliot    | Ligier-Ford           | 68     | +3 Ronden           | 10          |        |
| 13      | 6  | Riccardo Patrese   | Williams-Renault      | 65     | Oliedruk            | 4           |        |
| 14      | 21 | Gianni Morbidelli  | Dallara-Ford          | 64     | +7 Ronden           | 16          |        |
| NF      | 10 | Alex Caffi         | Arrows-Ford           | 49     | Koppeling           | 25          |        |
| NF      | 12 | Martin Donnelly    | Lotus-Lamborghini     | 43     | Spin                | 14          |        |
| NF      | 8  | Stefano Modena     | Brabham-Judd          | 39     | Spin                | 12          |        |
| NF      | 24 | Paolo Barilla      | Minardi-Ford          | 38     | Motor               | 17          |        |
| NF      | 18 | Yannick Dalmas     | AGS-Ford              | 28     | Ophanging           | 26          |        |
| NF      | 11 | Derek Warwick      | Lotus-Lamborghini     | 25     | Elektrisch probleem | 24          |        |
| NF      | 30 | Aguri Suzuki       | Larrousse-Lamborghini | 24     | Ophanging           | 18          |        |
| NF      | 9  | Michele Alboreto   | Arrows-Ford           | 24     | Ophanging           | 23          |        |
| NF      | 7  | Gregor Foitek      | Brabham-Judd          | 14     | Transmissie         | 22          |        |
| NF      | 29 | Éric Bernard       | Larrousse-Lamborghini | 13     | Versnellingsbak     | 11          |        |
| NF      | 14 | Olivier Grouillard | Osella-Ford           | 8      | Botsing             | 21          |        |
| NF      | 22 | Andrea de Cesaris  | Dallara-Ford          | 0      | Botsing             | 9           |        |
| NQ      | 35 | Stefan Johansson   | Onyx-Ford             |        |                     |             |        |
| NQ      | 36 | Jyrki Järvilehto   | Onyx-Ford             |        |                     |             |        |
| NQ      | 16 | Ivan Capelli       | Leyton House-Judd     |        |                     |             |        |
| NQ      | 15 | Mauricio Gugelmin  | Leyton House-Judd     |        |                     |             |        |
| PQ      | 17 | Gabriele Tarquini  | AGS-Ford              |        |                     |             |        |
| PQ      | 33 | Roberto Moreno     | EuroBrun-Judd         |        |                     |             |        |
| PQ      | 31 | Bertrand Gachot    | Coloni-Subaru         |        |                     |             |        |
| PQ      | 34 | Claudio Langes     | EuroBrun-Judd         |        |                     |             |        |
| PQ      | 39 | Gary Brabham       | Life                  |        |                     |             |        |

## Wetenswaardigheden
- Raceleiders: Ayrton Senna (38 ronden, 1-32 & 35-40), Gerhard Berger (2 ronden, 33-34), Alain Prost (31 ronden, 41-71)

## Statistieken
| Pole-position | Ayrton Senna   | McLaren-Honda | 1:17.277 |
| Snelste ronde | Gerhard Berger | McLaren-Honda | 1:19.899 |

## Noot
- Alain Prost wist de Grote Prijs van Brazilië voor de zesde keer te winnen, en daarmee verbrak hij zijn eigen record. Prost had eerder in 1982, 1984, 1985, 1987 en 1988 gewonnen.

1972 · 1973 · 1974 · 1975 · 1976 · 1977 · 1978 · 1979 · 1980 · 1981 · 1982 · 1983 · 1984 · 1985 · 1986 · 1987 · 1988 · 1989 · 1990 · 1991 · 1992 · 1993 · 1994 · 1995 · 1996 · 1997 · 1998 · 1999 · 2000 · 2001 · 2002 · 2003 · 2004 · 2005 · 2006 · 2007 · 2008 · 2009 · 2010 · 2011 · 2012 · 2013 · 2014 · 2015 · 2016 · 2017 · 2018 · 2019